# 하드볼 III
하드볼 III(HardBall III)는 마인드스팬이 개발하고 애컬레이드 (기업)가 1992년부터 1994년 사이에 메가 드라이브, 슈퍼 패미컴 및 도스 플랫폼용으로 출시한 멀티 플랫폼 야구 비디오 게임이다. 이 게임은 메이저 리그 베이스볼 선수 협회의 라이선스를 받았으며 하드볼 II의 속편이다.
콘솔 버전은 당시 개인용 컴퓨터에서 발견된 하드볼 시리즈의 단순화된 버전이다. 시즌 통계는 당시 더 비싼 개인용 컴퓨터에서 이미 흔히 볼 수 있었던 하드 디스크 드라이브가 부족했기 때문에 이러한 버전에서는 긴 비밀번호를 통해 기록된다.